# Gonzalo Pérez
Gonzalo Pérez, o in valenciano Gonçal Peris Sarrià (Valencia?, 1380 circa – 1451), è stato un pittore spagnolo.

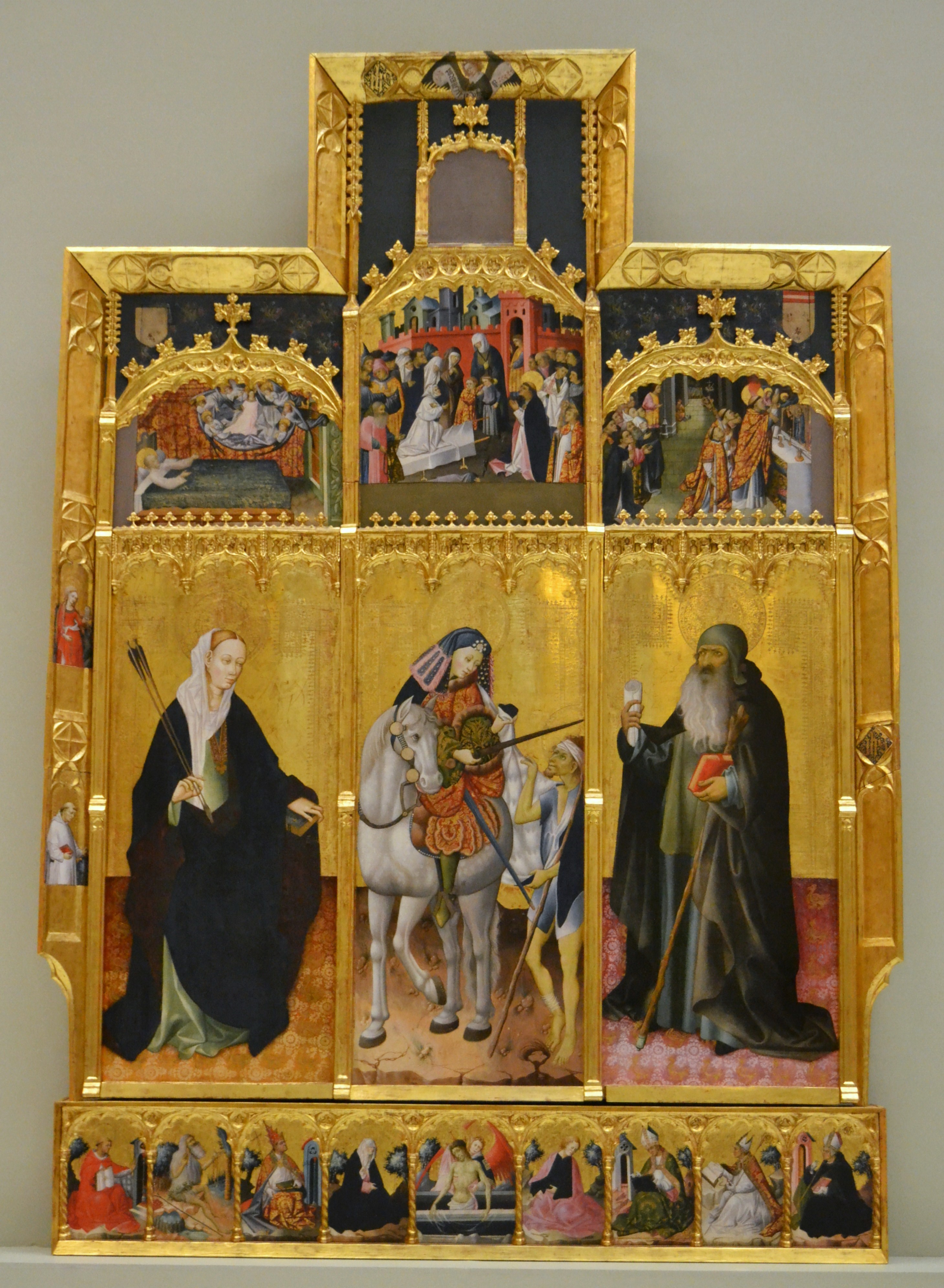
Retablo dei santi Orsola, Martino e Antonio, Museo di Belle Arti di Valencia.

Dipinse pale d'altare e pitture devozionali a Valencia, arrivando a diventare uno dei pittori più interessanti del tardo gotico nell'area della costa spagnola dell'est.
Si sa poco della sua vita a causa della scarsità di documenti, ma attraverso alcune opere certe, come il Retablo dei santi Orsola, Martino e Antonio del monastero a Portaceli, oggi nel Museo di Belle Arti di Valencia, si è ricostruito un corpus di opere.
Un'altra opera sicura è il pannello con Santa Marta e San Clemente nel Museo della cattedrale di Valencia, mentre è frutto di attribuzione il San Michele che sconfigge il diavolo della National Gallery of Scotland.
Il suo stile è caratterizzato da figure eteree e quasi sospese nello spazio, con un'attenzione minuta ai dettagli più sfarzosi, che ritraggono le figure sacre come nobili dell'epoca, riccamente abbigliati.